# Grand Prix de l´U.M.F. 1934
Grand Prix de l´U.M.F. 1934 je bila neprvenstvena dirka za Veliko nagrado v sezoni 1934. Odvijala se je 9. septembra 1934 na dirkališču Autodrome de Linas-Montlhéry.

## Rezultati

### Dirka
| Poz | Št | Dirkač           | Moštvo           | Dirkalnik        | Krogi | Čas/Odstop |
| --- | -- | ---------------- | ---------------- | ---------------- | ----- | ---------- |
| 1   | 11 | Benoit Falchetto | Ecurie Braillard | Maserati 8CM     | 18    | 38:38,5    |
| 2   | 10 | Robert Brunet    | Privatnik        | Alfa Romeo Monza | 18    | + 1:57,7   |
| 3   | 7  | Genaro Leóz Abad | Privatnik        | Bugatti T51      | 17    | +1 krog    |
| 4   | 6  | Guido Cattaneo   | Privatnik        | Bugatti T51      | 17    | +1 krog    |
| 5   | 8  | Jean Renaldi     | Privatnik        | Bugatti T35      | 17    | +1 krog    |
| Ods | 3  | André Vagniez    | Privatnik        | Bugatti T37      |       |            |
| Ods | 16 | Max Fourny       | Privatnik        | Bugatti T35      |       |            |
| Ods | 4  | Michel Roumani   | Privatnik        | Bugatti T35      |       |            |
| DNA | 11 | ?                | Ecurie Braillard | Maserati         |       |            |
| DNA | 18 | Albert Chambost  | Bugatti          | Bugatti          |       |            |